# Хорхе Луїс Пінто
Хорхе Луїс Пінто (ісп. Jorge Luis Pinto Afanador, нар. 16 грудня 1952, Сан-Хіль) — колумбійський футбольний тренер. З 2011 року очолює тренерський штаб збірної Коста-Рики.

## Кар'єра тренера
Розпочав тренерську кар'єру 1984 року, очоливши тренерський штаб клубу «Мільйонаріос», де пропрацював один рік. Після цього Пінто очолював близько десяти клубів, з якими не зміг домогтися гарних результатів.
2004 року очолив збірну Коста-Рики, якою керував на Кубку Америки в Перу, де костариканці дійшли до чвертьфіналу. Проте вже наступного року Хорхе звільнили і він повернувся в Колумбію, де керував місцевим «Кукута Депортіво». З ним Хорхе вперше в своїй кар'єрі виграв чемпіонат країни.
Незабаром його призначили головним тренером рідної національної збірної Колумбії, де він знову проявив себе не з найкращого боку через те, що не зміг зі збірною подолати груповий етап Кубка Америки 2004 року в Венесуелі. Після цього Пінто провалив виступ команди у відборі до чемпіонату світу 2010 року. Це не дозволило команді пробратися на мундіаль, у зв'язку з чим тренера незабаром відправили у відставку.
Після цього Пінто знову тренував колумбійський «Кукута Депортіво», а також еквадорський «Депортіво Ель Насьйональ» та венесуельський «Депортіво Тачира».
З вересня 2011 року очолює тренерський штаб збірної Коста-Рики, з якою 2013 року виграв Центральноамериканський кубок та дійшов до чвертьфіналу Золотого кубку КОНКАКАФ. В кінці того ж року вивів збірну на чемпіонат світу 2014 року в Бразилії.

## Досягнення
- Чемпіон Колумбії: 2006-II
- Чемпіон Коста-Рики: Апертура 2002, Клаусура 2003, Апертура 2003
- Чемпіон Перу: 1997
- Чемпіон Венесуели: 2010-11
- Володар Центральноамериканського кубка: 2005, 2013, 2017